# Irish Coffee (roman)
Pour les articles homonymes, voir Irish coffee (homonymie).
Irish Coffee est un roman policier américain publié par Carol Higgins Clark en 2007. Il s'agit d'un titre de la série de l'enquêtrice Regan Reilly.
Le roman est traduit en français en 2008.

## Résumé
Regan et Jack qui viennent de se marier, s'envolent pour l'Irlande en voyage de noces. À leur arrivée à Hennessy Castle, l'hôtel où ils sont descendus, un incendie se déclare dans la cuisine, puis le vol d'une précieuse nappe en dentelle, datant de deux cents ans, exécutée par May Reilly, une homonyme. Le sort semble s'acharner sur le château.
Un couple de voleurs internationaux, Jane et Joe Doe, sont les auteurs de ses méfaits et depuis huit ans, ils ont toujours échappé  la police et ils viennent narguer Jack pendant son voyage de noces.
Château hanté, fantôme, incendie, vol, superstition, Regan et Jack espéraient certainement mieux pour leur lune de miel.

## Personnages
- May Reilley :  son fantôme hante le château depuis deux cents ans. La légende dit que May Reilly qui a fabriqué une superbe nappe en dentelle n'a jamais été payée pour son travail et que c'est pour se venger qu'elle hante le château.
- Gerard Reilley : cousin de Regan, sans lui, rien ne serait peut-être arrivé : il a annoncé à la station de radio locale que Regan et Jack venaient passer leur voyage de noces à Hennessy Castle.
- Jane et Joe Doe ou Sweetie et Honey ou encore Anna et Bobby : un couple de voleurs, elle, ancienne maquilleuse de talent et lui ancien magicien. Ils sont très habiles pour se grimer et se déguiser.
- Sheila et Brian : Contre une forte somme d'argent qu'ils ont déjà dépensé, ils doivent livrer des tableaux en les payant à l'artiste une bouchée de pain. Mais la superstition de l'artiste irlandaise va leur jouer des tours.
- Margaret : est une peintre occasionnelle de talent. Elle fait des tableaux de paysages en y mêlant des morceaux de dentelles copiés sur la nappe de May Reilley. Très superstitieuse, elle croit que la disparition de la nappe est liée à l'exécution de ses tableaux et elle a peur pour sa vie.